# (466362) 2013 RH63
(466362) 2013 RH63 es un asteroide perteneciente al cinturón de asteroides, descubierto el 24 de septiembre de 2008 por el equipo Spacewatch desde el Observatorio Nacional de Kitt Peak (Arizona, Estados Unidos).